# Francolin du Cameroun
Pternistis camerunensis
Espèce
Statut de conservation UICN

 EN B1ab(i,ii,iii,v); C2a(ii) : En danger
Le Francolin du Cameroun (Pternistis camerunensis) est une espèce d'oiseaux de la famille des Phasianidae.

## Distribution
Endémique des versants sud et notamment sud-est du mont Cameroun dans l’extrême ouest du Cameroun.

## Habitat
Ce francolin est confiné aux sous-bois denses de la forêt primaire et secondaire du mont Cameroun entre 850 et 2100 m, semblant éviter les zones ouvertes comme les prairies alpines (Urban et al. 1986).

## Mœurs
Généralement farouche et fuyant, il garde le couvert du sous-bois dense en se tenant en couples ou en petits groupes, mais il a été observé en train de prendre son bain de poussière à découvert en plein soleil. En cas d’alarme, il préfère s’enfuir à travers le sous-bois mais il a aussi été vu s’envoler dans les arbres après avoir été poursuivi par des chiens (Madge & McGowan 2002).

## Alimentation
Elle consiste en baies, insectes et graines d’herbes (Urban et al. 1986).

## Voix
Elle est très peu documentée, ce que l’on en connaît se limite à une note sifflée, aiguë et mélodieuse, répétée trois fois (Madge & McGowan 2002).

## Nidification
Elle a lieu en saison sèche avec une période de ponte entre octobre et décembre (del Hoyo et al. 1994), mais le nid et les œufs n’ont toujours pas été décrits.

## Statut
L’espèce est considérée comme « en danger » avec une population estimée entre 1 000 et 2 500 individus sur un territoire de 190 km2. La principale menace vient des feux de brousse allumés intentionnellement par les chasseurs et qui causent des pertes d’œufs et de jeunes. Ces brûlis détruisent aussi directement l’habitat sur le versant sud-est et occasionnent un éclaircissement sur le versant est. Il existe déjà un plan de conservation spécifique au mont Cameroun (Cameroon Biodiversity Conservation Society), et grâce au concours financier d’organisations internationales, le gouvernement camerounais doit prochainement adopter le classement de l’ensemble du mont Cameroun en parc national (Hennache & Ottaviani 2011).